# Brian élete
A Brian élete (eredeti angol címén Monty Python’s Life of Brian) 1979-ben bemutatott filmvígjáték a Monty Python társulattól, rendezője Terry Jones. A film Brian (Graham Chapman) életéről szól, aki véletlenül pont akkor és pont ott született és halt meg, ahol Jézus Krisztus. A mára már klasszikussá vált komédia alaphelyzetét Brian anyja (Terry Jones) foglalja össze: „Ő nem a Messiás, hanem egy nagyon haszontalan fiú!”

## Cselekmény

"Egy légi balátomat hívják úgy, hogy Fikusz Kukisz..."

Betlehemben Jézus születésekor egy másik csecsemő is világra jön a jászolhoz közeli tehénistállóban: Brian. Az éppen megérkező Három Királyok először tévedésből az újszülött Briannek hódolnak, ám hamar belátják tévedésüket, továbbviszik az aranyat, tömjént, mirhát. Ettől fogva Brian élete egyetlen hatalmas tévedés. Jézus és Brian élete a film fő cselekményének idején ismét keresztezi egymást. Brian, aki kétes foglalkozású anyjával él, gyűlöli a megszálló rómaiakat, nem is sejtve, hogy az ő apja is egy Jeruzsálemben állomásozó római százados volt. Róma-ellenes érzelmei a Júdea Népe Front nevű felszabadító szervezethez sodorják. A maroknyi csoport Róma ellenes terrorista cselszövései rendre félresikerülnek részben saját korlátoltságuk, részben a konkurens szervezetek (mint pl. az egyetlen tagot számláló Júdeai Népfront) iránti gyűlölködésük miatt. A szervezetben ismerkedik meg Judittal.
Na, mi a neved, zsidó?
Brian, uram.
Blájen?

Nem, nem, Brian.
A J.N.F. legnagyobb akciója is kudarcba fullad. Pilátus feleségének elrablását tervezik, ám véletlenül egyszerre érnek oda egy szintén ezt tervező másik mozgalom tagjaival. A két szervezet tagjai a palota pincéjében az eredeti terv helyett egymást gyilkolják le. Egyedül Brian éli túl az akciót, de a rómaiak elfogják. Pilátus elé viszik, ám a katonák Pilátus beszédhibája és barátjának, Fikusz Kukisznak (angolul Bigus Dickus, azaz nagy „szerszám”) a neve miatt röhögőgörcsöt kapnak, ezalatt Brian megszökik. A J.N.F. titkos központjába menekülne, ám a rómaiak ott keresik először. Brian a roskatag erkélyen próbál elbújni előlük.
Van még valakinek kedve kuncogni, mikol a balátom nevét kimondom?

Fikusz...

KUKISZ!
Jeruzsálem népe ezekben az időkben már csak a Megváltó elérkezésében reménykedik, az utcán öt méterenként szónokolnak a próféták, önjelölt megváltók. Miután az erkély leszakad, Brian egyszerre csak a többi próféta mellett találja magát. Mivel a katonák az utcán is őt keresik, egy rögtönzött és értelmetlen szónoklatba kezd, amit a katonák távozása után azonnal félbehagy. Az addig csak néhány fős és érdektelen hallgatóság egy pillanat alatt felfigyel a félbehagyott, értelmetlen, valamilyen jutalmat említő mondatra, követelni kezdik a befejezését és a jutalom elmondását. A csak menekülni kívánó Brian ettől fogva nem tud szabadulni az egyre növekvő tömegtől. Bármit tesz vagy mond, hiába tiltakozik vagy menekül, csak azt bizonyítja a tömeg szemében, hogy ő a megváltó.

A film zárójelenete

Brian akarata ellenére a tömeghisztéria miatt rövid idő alatt szupersztárrá válik, ami neki kevésbé, de a J.N.F. tagjainak nagyon is tetszik. Ám Briant ismét letartóztatják és az aznapra esedékes 139 keresztre feszítés mellé száznegyvenediknek – csak hogy a létszám szép kerek legyen – azonnali kereszthalálra ítélik. Fel is feszítik, de keresztszomszédja viccelődve említi, semmi gond, még rengeteg az idő, őt is már sokszor mentették meg felfeszítés után.
Briannek több látogatója is akad, mindegyiküknek volna módja Briant megmenteni, de valahogy nem kerül rá sor. A J.N.F. tagjai, bár leakaszthatnák, inkább forradalmi beszédet tartanak a keresztnél. Húsvét tiszteletére Pilátus megkegyelmez Briannek, ám amikor a rómaiak keresik, Brian éppen nem figyel rájuk, távozó mozgalmár társait átkozza, így helyette az előbb említett vicces szomszédját veszik le a keresztről. Megérkezik a Júdeai Nemzeti Front öngyilkos kommandója is, akik bár szintén megmenthetnék, inkább nevükhöz híven – most megmutattuk nekik – felkiáltással kollektív öngyilkosságot hajtanak végre. Barátnője, a forradalmár Judit hősként tekint a kereszten lógó Brianre, édesanyja csak Brian hálátlanságát és a fiatalok züllöttségét hangoztatja, majd átkozódva elmegy. Briannak öt lehetősége is lett volna a megmenekülésre, de a kereszten marad. Az egyetlen vigasz az egyik kereszttársuk jókedvű dala, „a semmiből jössz, a semmibe mész, tehát mit veszíthetsz: semmit!”

## Szereplők
A Brian életében a Monty Python minden tagja részt vesz, mindegyikük több szerepben, sokszor igen nehezen felismerhető módon. Rövid karakterszerepekben láthatjuk benne Spike Milligant (aki épp Tunéziában nyaralt akkor, ahol a filmet felvették) és George Harrisont (Mr. Papadopolous), aki nélkül a film nem jöhetett volna létre, ugyanis ő alapította a Handmade Films céget, hogy ezzel is segítse a társulatot.
| Szereplő                           | Színész          | Magyar hang            |
| ---------------------------------- | ---------------- | ---------------------- |
| Brian                              | Graham Chapman   | Szacsvay László        |
| Ficus Cucis                        | Graham Chapman   | Szacsvay László        |
| Napkeleti bölcs                    | Graham Chapman   | Sinkovits-Vitay András |
| Napkeleti bölcs                    | John Cleese      | Beregi Péter           |
| Reg                                | John Cleese      | Beregi Péter           |
| Zsidó tisztviselő                  | John Cleese      | Beregi Péter           |
| Centurio                           | John Cleese      | Beregi Péter           |
| Szabad Galliáért Mozgalom vezetője | John Cleese      | Beregi Péter           |
| Arthur                             | John Cleese      | Beregi Péter           |
| Férfi                              | Terry Gilliam    | Kerekes József         |
| Börtönőr                           | Terry Gilliam    | Kerekes József         |
| "Vér és mennydörgés" próféta       | Terry Gilliam    | Kerekes József         |
| Frank                              | Terry Gilliam    | Kerekes József         |
| Pimasz férfi                       | Eric Idle        | Görög László           |
| Stan (Loretta)                     | Eric Idle        | Görög László           |
| Harry, az alkudozó árus            | Eric Idle        | Görög László           |
| Vádlott nő                         | Eric Idle        | Görög László           |
| Warris                             | Eric Idle        | Görög László           |
| Fiatal                             | Eric Idle        | Görög László           |
| Börtönőr asszisztense              | Eric Idle        | Görög László           |
| Otto                               | Eric Idle        | Görög László           |
| Énekes                             | Eric Idle        | Görög László           |
| Mandy Cohen                        | Terry Jones      | Józsa Imre             |
| Colin                              | Terry Jones      | Józsa Imre             |
| Simon, a Szent Ember               | Terry Jones      | Józsa Imre             |
| Bob Hoskins                        | Terry Jones      | Józsa Imre             |
| Jámbor járókelő                    | Terry Jones      | Józsa Imre             |
| Napkeleti bölcs                    | Michael Palin    | Dörner György          |
| Nagyorrú                           | Michael Palin    | Dörner György          |
| Francis                            | Michael Palin    | Dörner György          |
| Mr. A                              | Michael Palin    | Dörner György          |
| Ex-leprás                          | Michael Palin    | Dörner György          |
| Bemondó                            | Michael Palin    | Dörner György          |
| Ben                                | Michael Palin    | Dörner György          |
| Pontius Pilátus                    | Michael Palin    | Dörner György          |
| Unalmas próféta                    | Michael Palin    | Dörner György          |
| Eddie                              | Michael Palin    | Dörner György          |
| Cipőkövető                         | Michael Palin    | Dörner György          |
| Kereszthalál-eligazító             | Michael Palin    | Dörner György          |
| Judith                             | Sue Jones-Davies | Kocsis Mariann         |
| Mathias                            | John Young       | Kun Vilmos             |

## Blaszfémia?
A film nyíltan gúnyt űz az emberi butaságból, korlátoltságból, befolyásolhatóságból, az 1970-es évek kis baloldali csoportjaiból. Több szervezet is harcol a rómaiak ellen, de valódi harc helyett inkább csak titkos gyűléseket tartanak, határozatokat hoznak, jegyzőkönyvet vezetnek, vagy egymással hadakoznak. (Példák a csoportosulásokra a „Júdeai Népfront”, a „Júdea Népe Front” és [csupán egy taggal] a „ Júdeai Nemzeti Front”.) A filmet kezdetben amiatt támadták, ahogy Michael Palin és Graham Chapman két beszédhibás embert ábrázol. Palin kijelentette, hogy ezek csupán humoros jelenetek akartak lenni. Érdekes adalék, hogy Palin apja selypített.
A Brian élete egyesek szerint a szervezett vallások kritikája is, amely a képmutatást és vallási fanatikusokat célozza, mások viszont szentségtörő alkotásnak tartják, amelyet a „cenzúrának be kellene tiltania”, a legtöbb vitát ezért a film „istenkáromló” volta okozta.
A filmet vallási alapon bírálók többek közt azt emelték ki, hogy a végén hallható, humoros szövegű dalt egy tömeges keresztre feszítés áldozatai éneklik (Always look on the bright side of life – „Mindig az élet napos oldalát nézd”). A dal úgy keletkezett, hogy az egyik forgatási szünetben Idle elkezdett egy dalocskát dúdolni, ami mindenkinek tetszett és hamar úgy döntöttek, hogy a film befejezéséhez jó lesz. Sokak szerint a dal a Walt Disney-rajzfilmek dalbetéteit parodizálja. A dalt később újra kiadták, és nagy sikert ért el, amikor futballrajongók egy csoportja énekelte el. Mivel a dal távol áll az istenkáromlástól, sok ember szerint a szöveg egész pontos összefoglalása az életnek és az optimizmusnak.
A filmet annak első egyesült királyságbeli kiadásakor néhány városi tanács betiltotta. Ez eléggé céltalan volt, ugyanis aki meg akarta nézni a filmet, egyszerűen olyan helyekre ment, ahol az nem volt betiltva. Írországban nyolc évre, Norvégiában pedig egy évre tiltották be a filmet – Svédországban viszont ez utóbbira reagálva úgy hirdették, hogy „olyan vicces film, hogy Norvégiában be is tiltották!”). Olaszországban egészen 1990-ig nem mutatták be.
Eredetileg Jézus Krisztus életéről szólt volna, de a társulat rájött, hogy ez nem működne. Így hát egy ugyanakkor született másik személyt alkottak (sok ellenző nem vette észre, hogy maga Jézus is megjelent külön a filmben). Amikor Jézust láthatjuk (két alkalommal: a jászolban, és amikor a hegyi beszédet mondja [Máté 5:1–48]), a Bibliához hű ábrázolást kapunk. A humor akkor kezdődik, amikor a tömeg egy része sorozatosan félrehallja vagy félreérti a beszéd megállapításait, például „…boldogok a lélekben szegények…” helyett boldogok a heringeket értenek. Jézus Krisztus Briantól független külön ábrázolása, valamint a római időkben gyakran alkalmazott keresztre feszítés ellentmond annak, hogy Brian valójában Jézus lenne.
A film egyik fő mondanivalóját „individuális humanizmusnak” nevezhetnénk; gondolkozzunk önállóan, ne hagyjuk magunkat befolyásoltatni mások által, kezeljünk kritikusan minden eszmét, amit hirdetnek nekünk (ugyanakkor a film elég szkeptikus is ennek megvalósulásával kapcsolatban, hiszen lényegében Brian az egyetlen, aki ezt az eszmét képviseli, de őt sem a tömeg, sem a politikai terrorszervezetekbe tömörült értelmiségiek, de még legközelebbi hozzátartozói – Judit, illetve az anyja – sem értik meg):
Brian (az áldást kérő tömegnek): Nektek önállóan kell gondolkoznotok! Ti mind egyéniségek vagytok!

A tömeg: Igen, mi mind egyéniségek vagyunk!
Brian: Ti mind különbözőek vagytok!
A tömeg: Igen, mi mind különbözőek vagyunk!
Egy ember a tömegből (Terry Gilliam): Én nem!
A tömeg lesziszegi.
Brian: Mindent magatoknak kell megoldanotok.
A tömeg: Igen, magunknak kell megoldanunk mindent.
Brian: Pontosan.
A tömeg: Folytasd! Folytasd!

Brian: Nem! Épp ez a lényeg: ne hagyjátok, hogy bárki megmondja, mit csináljatok!

## Érdekességek
- A filmnek a jeruzsálemi kolosszeumban játszódó részénél hőseink a magyar szinkronban a „köpködők” szót használták a konkurens felszabadító mozgalom tagjaira, ám ez egy angol nyelvű szójáték magyarul értelmezhetetlen fordítása. Az eredeti értelem szerint a „splitter” (szakadár) szót alkalmazták volna, ebből lett a „spitter” (köpködő) kifejezés. A baloldali mozgalmakban a szakadár szót előszeretettel alkalmazták az azonos vagy hasonló célért küzdő többi mozgalom tagjaira.
- Az űrhajós rész az akkor még újnak számító Star Wars filmre utal.

## A film újrakiadása
A CNN 2004. március 24-én közölte, hogy a film amerikai forgalmazója, a Rainbow Film Company újra kiadja a Brian életét 2004. április 30-án Los Angelesben és New Yorkban, később pedig az Egyesült Államok többi városában. Bár ekkor volt a film bemutatásának 25. évfordulója, a megjelentetést Mel Gibson A passió című filmjének két hónappal korábbi bemutatójával is kapcsolatba hozták.

## A filmmel kapcsolatos kiadványok
A film forgatókönyve nyomtatásban is megjelent, csakúgy, mint a dalok és egyes jelenetek audió-cédén (ahogy a Monty Pythontól megszokhattuk, a filmhez készített külön anyagokban további vicceket találunk).
1. Introduction
2. Brian Song
3. The Wise Men at the manger
4. Brian Song (Continued)
5. Sermon on the Mount (Big Nose)
6. Stone Salesman
7. Stoning
8. Ex-Leper (Nortius Maximus)
9. You Mean You Were Raped?
10. Revolutionaries in the Ampitheatre (Loretta)
11. Romans Go home
12. What Have the Romans Ever Done for Us?
13. Ben
14. Brian Before Pilate (Throw Him to the Floor)
15. Prophets
16. Beard Salesman
17. Brian’s Prophecy
18. The Hermit
19. He’s Not the Messiah
20. He’s a Very Naughty Boy
21. Pilate Sentences Brian
22. Nisus Wettus
23. Pilate with the Crowd (Welease Wodger)
24. Nisus Wettus with the Goalers
25. Release Brian
26. Not So Bad Once You're Up
27. Revs Salute Brian
28. Cheeky Is Released
29. Mandy to Her Son
30. Always Look on the Bright Side of Life (All Things Dull and Ugly)

## Feldolgozások
2015-ben és 2016-ban Szalai Kriszta készített a film alapján egy szabadtéri színházi adaptációt Pesthidegkút határában (valójában már Solymáron), a Kerek-hegyi (Kálvária-dombi) kőfejtőnél. Ebben – rajta kívül – közreműködtek: 2015-ben Baronits Gábor, Szabó Sipos Barnabás, 2016-ban Ágoston Péter, Boronyák Gergely, illetve Cs. Németh Lajos, Cserna Antal, Felhőfi-Kiss László és Brian szerepében Rózsa Krisztián.

## Magyarul
- Brian élete. Filmregény; átd. Balázs P. András, ford. Görgényi Tamás, Kozik Gábor; Hatkarika Kft., Budaörs, 1998
- Monty Python – Brian élete. A film teljes szövegkönyve; szöveg Graham Chapman et al., ford., szerk. Bárány Ferenc; Cartaphilus, Bp., 2005
- Monty Python önéletrajz; szerk. Bob McCabe, ford. Baló András Márton; Cartaphilus, Bp., 2008
- Kim "Howard" Johnsonː A Monty Python Tunéziában. Életem Briannel. Forgatási napló; ford. Mallász Rita; Athenaeum, Bp., 2009
- David Morganː Itt a Monty Python beszél!; ford. Bori Erzsébet, Kövesdi Miklós Gábor; Gabo, Bp., 2015